# Bohuslav Peka
Bohuslav Peka (* 26. listopadu 1943) byl český a československý politik, po sametové revoluci poslanec Sněmovny lidu Federálního shromáždění za HSD-SMS, později komunální politik za ČSSD.

## Biografie
V roce 1989 pracoval jako učitel na strojírenském učilišti Minervy v Boskovicích, kde učil technické obory. Na škole založil organizaci Občanského fóra.
Ve volbách roku 1990 byl zvolen za HSD-SMS do Sněmovny lidu (volební obvod Jihomoravský kraj). Hnutí HSD-SMS na jaře 1991 prošlo rozkolem, po němž se poslanecký klub rozpadl na dvě samostatné skupiny. Peka pak v květnu 1991 přestoupil do klubu Hnutí za samosprávnou demokracii – Společnost pro Moravu a Slezsko 1. Ve Federálním shromáždění setrval do srpna 1991, kdy rezignoval na mandát. V parlamentu ho nahradil Stanislav Florián. Z vrcholné politiky odešel podle svých slov rozladěn, protože HSD-SMS se zpolitizovalo.
Pocházel z Boskovic. V roce 2006 se uvádí jako důchodce a člen rady města Boskovice. Od 90. let se angažoval v komunální politice, nyní za ČSSD. Poprvé za tuto stranu kandidoval v komunálních volbách roku 1994, ale nebyl zvolen. Uspěl v komunálních volbách roku 1998 i komunálních volbách roku 2002. Kandidoval, ale nebyl zvolen v komunálních volbách roku 2006 a komunálních volbách roku 2010. Profesně se postupně uvádí jako učitel, středoškolský učitel a důchodce.